# Gran Premio di Francia 1929
Il Gran Premio di Francia 1929 fu la XV edizione del Gran Premio di Francia e si svolse a Le Mans.
La gara fu disputata il 30 giugno 1929 e fu vinta da William Grover-Williams.

## La gara
Furono disputati 37 giri del circuito, lungo 16,340 km, per un totale di 604,58 km e 6 vetture conclusero la gara.

## Classifica
| Pos. | Nº | Pilota                  | Auto          | Giri | Tempo     | Griglia |
| ---- | -- | ----------------------- | ------------- | ---- | --------- | ------- |
| 1    | 36 | William Grover-Williams | Bugatti T35B  | 37   | 4:33:01.2 | 11      |
| 2    | 28 | André Boillot           | Peugeot 174 S | 37   | +1:18.8   | 8       |
| 3    | 30 | Caberto Conelli         | Bugatti T35C  | 37   | +1:26.8   | 9       |
| 4    | 12 | Albert Divo             | Bugatti T35B  | 37   | +8:26.2   | 6       |
| 5    | 10 | Robert Sénéchal         | Bugatti T35B  | 37   | +25:26.6  | 5       |
| 6    | 6  | Robert Gauthier         | Bugatti T35C  | 37   | +45:37.2  | 3       |
| Rit. | 8  | Besaucele               | Ballot 2LS    | ?    |           | 4       |
| Rit. | 34 | Guy Bouriat             | Peugeot 174 S | ?    |           | 10      |
| Rit. | 16 | Georges Philippe        | Bugatti T35C  | 30   |           | 7       |
| Rit. | 2  | Raoul de Rovin          | Bugatti T35C  | 28   |           | 1       |
| Rit. | 4  | Jean Chassagne          | Ballot RH2    | 8    |           | 2       |
| NP   | 14 | Princ Ghica-Cantacuzino | FAR           |      |           |         |
| NP   | 18 | Jules Nandillon         | Vernandi      |      |           |         |
| NP   | 20 | André Dubonnet          | Bugatti T35C  |      |           |         |
| NP   | 22 | ?                       | BNC 527 SCAP  |      |           |         |
| NP   | 24 | Édouard Brisson         | Alphi CIME    |      |           |         |
| NP   | 26 | Robert Laly             | Aries         |      |           |         |
| NP   | 32 | ?                       | Aries         |      |           |         |